# Alles spricht von Charpillon
Alles spricht von Charpillon ist eine Operette in drei Akten (vier Bildern) mit der Musik von Igo Hofstetter und dem Libretto von Carl Hans Watzinger. Das Werk erlebte seine Uraufführung am 4. Mai 1968 am Landestheater Linz.

## Handlung

### Ort und Zeit
Die Operette spielt an verschiedenen Schauplätzen. Sie handelt von der unerfüllten Leidenschaft des legendären Casanova.
Die Musik ist geprägt von Melodienreichtum und raffinierter Harmonik sowie vielen jazzigen Elementen und südamerikanischen Rhythmen.

## Musikalische Höhepunkte
- In der Stadt an der Seine
- Vom alten Grammophon
- Liebes Glück, lass mich nicht allein
- Ich brauche Liebe
- Sie macht alle Männer verrückt
- Du musst wissen

## Tonträger
- Einzeltitel auf der CD Igo Hofstetter. ORF Oberösterreich 1996; mit Margit Schramm, Kurt Wehofschitz, Else Kalista und Helmut Wallner und dem Großen Unterhaltungsorchester von Studio Oberösterreich unter der Leitung von Oswald Caesar